# El Chote, Jaltocán
El Chote är en ort i Mexiko.   Den ligger i kommunen Jaltocán och delstaten Hidalgo, i den sydöstra delen av landet, 200 km norr om huvudstaden Mexico City. El Chote ligger 169 meter över havet och antalet invånare är 398.
Terrängen runt El Chote är kuperad åt sydost, men åt nordväst är den platt. Runt El Chote är det ganska tätbefolkat, med 248 invånare per kvadratkilometer. Närmaste större samhälle är Huejutla de Reyes, 9,3 km öster om El Chote. Omgivningarna runt El Chote är en mosaik av jordbruksmark och naturlig växtlighet.